# Улица Анучина
Улица Ану́чина — улица на юго-западе Москвы в Гагаринском районе ЮЗАО от Университетского проспекта в сторону улицы Косыгина по границе Парка Московского дворца пионеров.

## Происхождение названия
Проектируемый проезд № 421 получил название улица Анучина в октябре 2017 года. Улица была названа в память о выдающемся географе, антропологе, этнографе, археологе, музееведе Дмитрии Николаевиче Анучине (1843—1923).
В выборе наименования улицы сыграла роль близость к главному кампусу Московского университета — организации, которой Анучин отдал большую часть своей жизни.

## Описание
Улица начинается от Университетского проспекта, проходит на северо-восток вдоль сквера Воробьёвского пруда и параллельно улице Фотиевой.
Домов, приписанных к улице, нет.

## Происшествия
14 февраля 1992 года во время патрулирования внутриквартальной территории при проведении общегородского рейда по борьбе с угонами автотранспорта и краж из автомобилей, капитан милиции Грубой В. И. у д. 6 по Университетскому проспекту
получил смертельное пулевое ранение. На месте ранения милиционера установлен обелиск, проводятся памятные мероприятия.